# Kolë Idromeno
Nikolla Kolë Idromeno (15. srpna 1860 Skadar – 12. prosince 1939 Skadar), nebo Kolë Idromeno, byl albánský malíř, sochař, architekt, fotograf, kameraman, skladatel a inženýr aktivně působící během albánské renesance v devatenáctém století. Je považován za předchůdce realismu a krajinářského umění v Albánii.
Kole Idromeno se narodil ve Skadaru, který byl v té době součástí Osmanské říše a centrem kultury a náboženství v Albánii. V šestnácti letech se na půl roku odstěhoval do Benátek a začal studovat na Accademia di Belle Arti di Venezia. Následně cestoval po celé Evropě a přestěhoval se zpět do Skadaru a pracoval v různých uměleckých oborech. Kromě toho se angažoval za nezávislost Albánie, kvůli čemuž byl nucen emigrovat do Ulcinje.
Mezi jeho významná díla patří řada obrazů, ve kterých se pokoušel vykreslit sociální aspekty každodenního života, zvyků a náboženství přesně tak, jak tomu bylo ve skutečnosti. Vyznačoval se také bohatým použtváním barev a dekorativních odstínů s určitými etnografickými prvky a krajinou zobrazujícími místa ve Skadaru nebo v jeho blízkosti.
Jako architekt vypracoval plány kolem padesáti budov soukromých i veřejných. Navrhl také několik průmyslových zařízení, banky, kino Rozafa nebo kavárnu Kafja e Madhe. Kazetový strop katedrály sv. Štěpána, která je jednou z největších katedrál na Balkáně, byl také jeho návrhem.

## Životopis
Kolë Idromeno byl původem albánským Čamem a narodil se ve Skadaru 15. srpna. Jeho otec, Arsen Idromeno, byl původně Albánským Čamem z Arty, ale po většinu svého života bydlel ve Skadaru, kde pracoval jako stavební dodavatel a oženil se s místní obyvatelkou Rozou Saraçi. V jeho rodném městě Skadaru, Pjetër Marubi, blízký přítel rodiny, dával Kolëvi přednášky o fotografování a v jedenácti letech začal maloval své první obrazy akvarely. S podporou Marubiho se přestěhoval do Benátek a několik měsíců pobýval na Akademii výtvarných umění Accademia di Belle Arti di Venezia. Poté pracoval ve studiu italského malíře.
Po studiích v Benátkách začal cestovat po Evropě a v roce 1878 se rozhodl vrátit do svého rodného města. Tam se věnoval řadě různých činností, pracoval jak v oblastech architektury, sochařství, fotografie, malby, komponování, scénického designu a inženýrství.

## Dílo

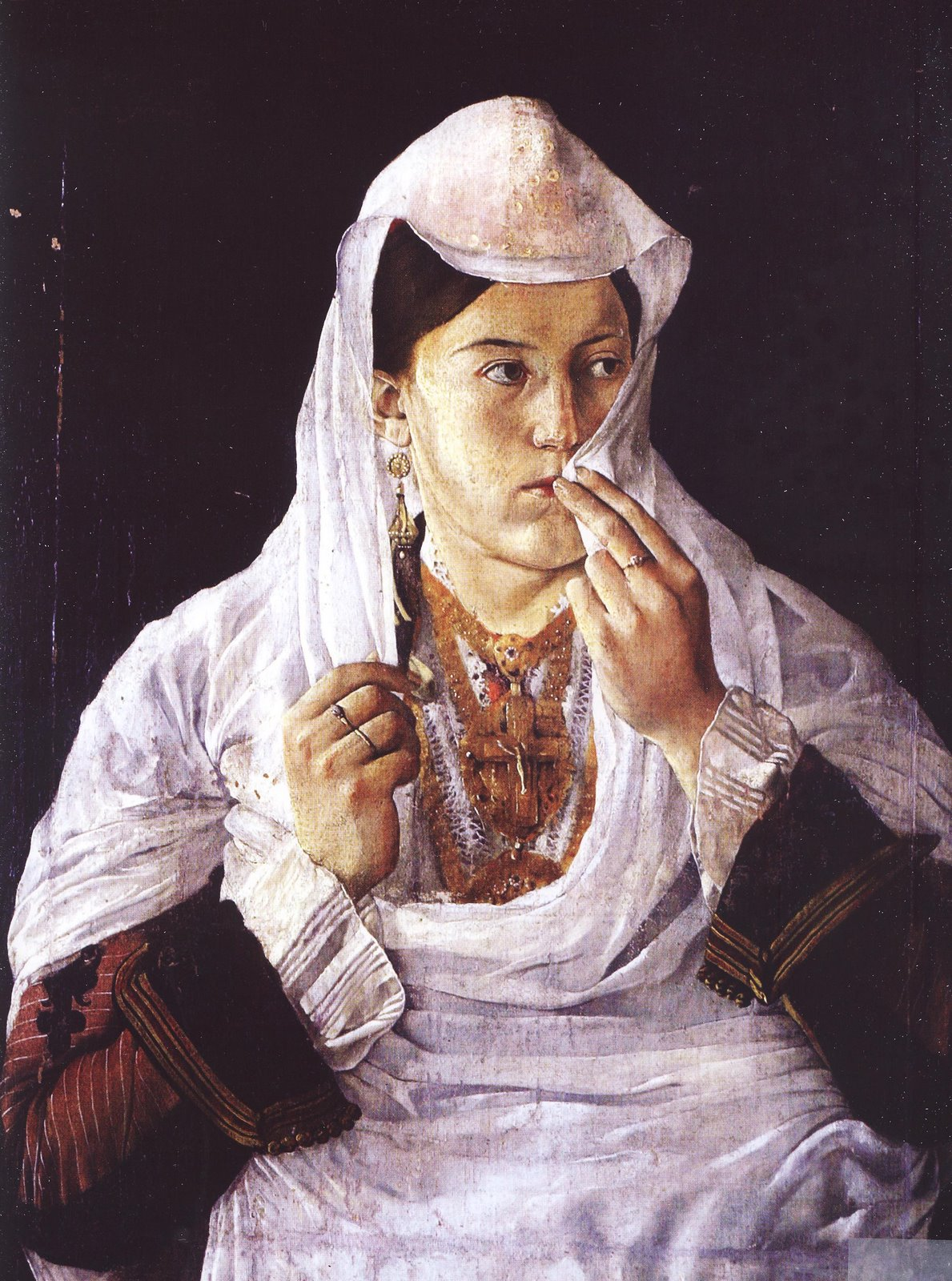
Motra Tone

Kolë Idromeno je považován za zakladatele realismu v zemi a za jednoho z nejdůležitějších malířů albánské renesance, která začala v 19. století. Říká se mu albánský Michelangelo. Idromeno založil fungující fotografické studio a byl prvním umělcem, který v roce 1912 uvedl v zemi první film. Kromě toho udržoval korespondenci s bratry Lumièrovými v Paříži. V roce 1923 byl Idromeno iniciátorem první umělecké výstavy ve Skadaru a vystavoval na první národní umělecké výstavě v Tiraně v roce 1931.
Až do roku 1896 maloval Idromeno hlavně obrazy s náboženskými tématy. Poté namaloval pravděpodobně první albánské sekulární a realistické obrázky ilustrující historické události a každodenní motivy, jako jsou festivaly a kostýmované portréty, jako je „Dasma Shkodrane“. Následoval malování různých krajinářských motivů „Oborri i Shtëpisë Shkodrane“ a stal se prvním krajinářem moderního albánského umění. Jeho nejslavnější prací je „ Motra Tone “, která zobrazuje jeho sestru Tonu. Toto umělecké dílo je někdy označováno jako albánská Mona Lisa. Jeho práce byly zastoupeny na mezinárodních výstavách například v Budapešti, Rakousku a Maďarsku (1900) a New Yorku v USA (1939).
Jedním z jeho nejlepších, ne příliš populárních děl, je portrét Gjergj Kastriot Skënderbeu malovaný v roce 1889. Její majitel je nejistý a obraz nikdy nebyl vystaven na veřejnosti. Jako architekt Idromeno zanechal své jméno na mnoha známých objektech ve Skadaru. Seznam zahrnuje Kafja e Madhe, katedrálu sv. Štěpána, kostel Shirokë, první elektrickou stanici ve městě, budovu Radovan, budovu prefektury, Mešitu Parrucë a většinu rezidenčních vil podél hlavního bulváru v severní historické čtvrti Skadary.

## Galerie

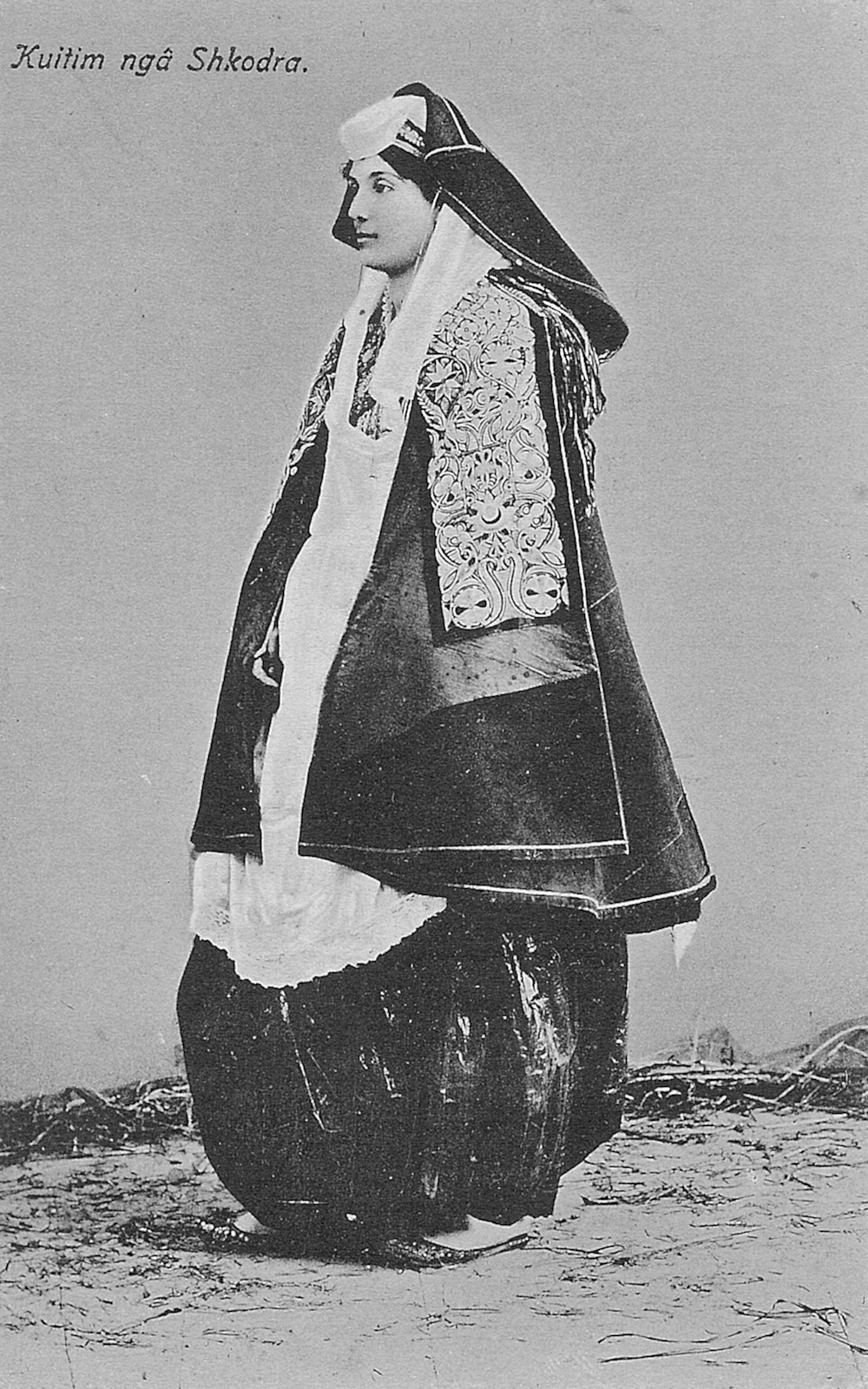
Katolička ze Skadaru
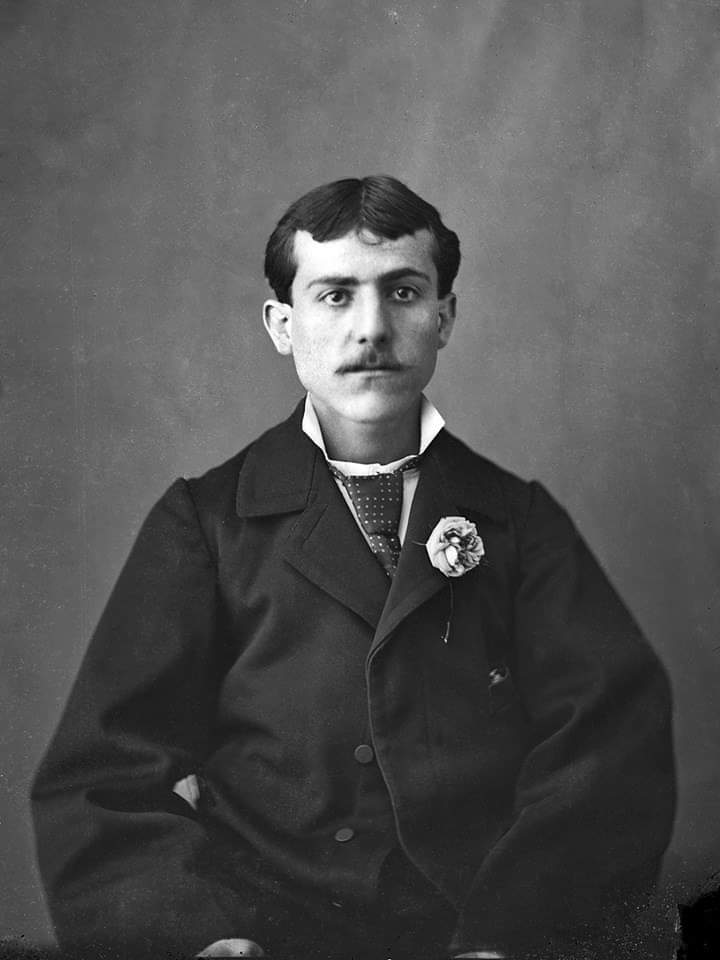
Mati Kodheli: Kolë Idromeno v mládí, asi 1895
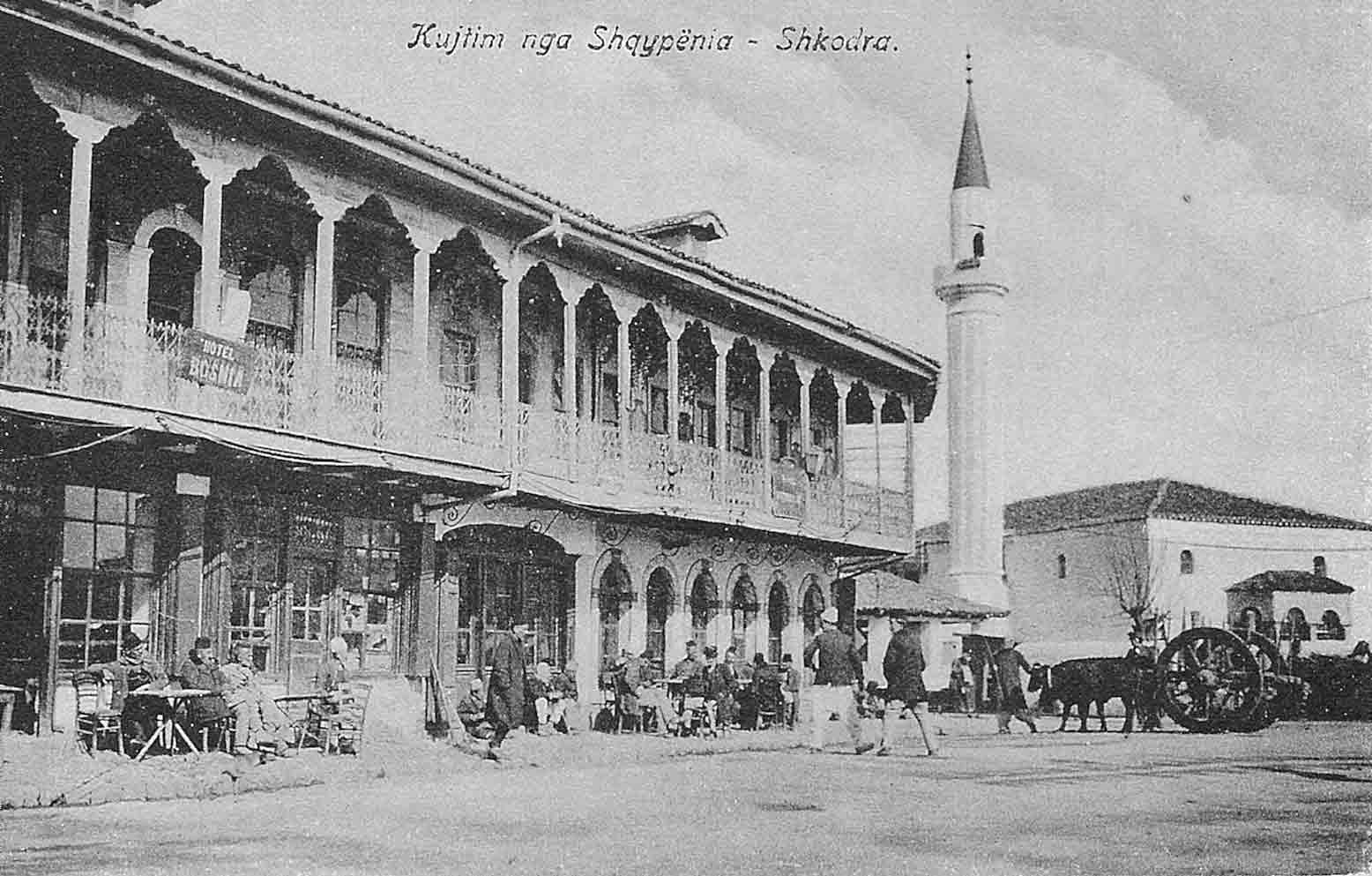
Skadar, pohlednice, asi 1910
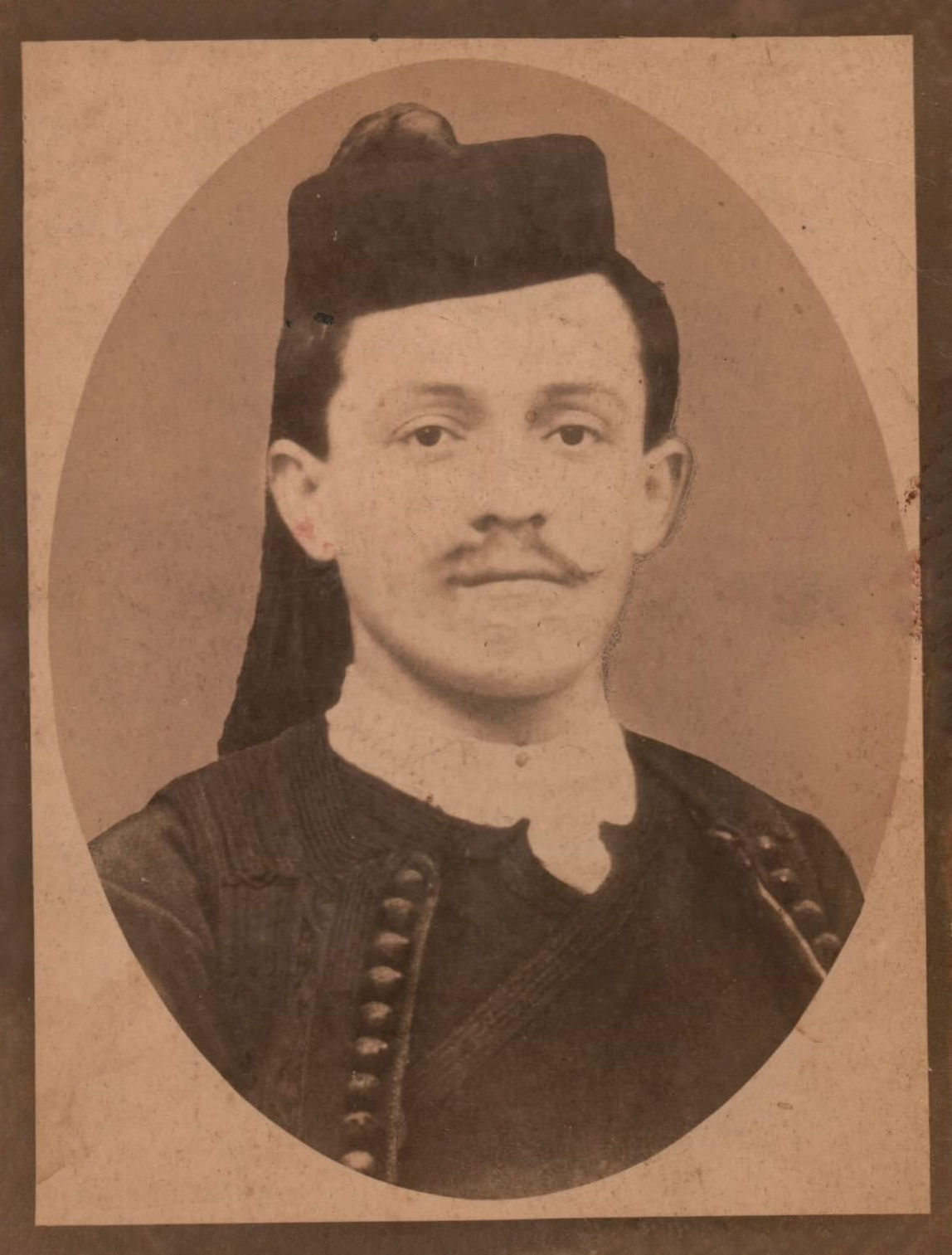
Historik, spisovatel a kněz Ndoc Nikaj, asi 1895